# Mésorégion métropolitaine de Fortaleza
 (février 2025).
Si vous disposez d'ouvrages ou d'articles de référence ou si vous connaissez des sites web de qualité traitant du thème abordé ici, merci de compléter l'article en donnant les références utiles à sa vérifiabilité et en les liant à la section « Notes et références ».
La mésorégion métropolitaine de Fortaleza est l'une des sept mésorégions de l'État du Ceará, au Brésil. Elle regroupe onze municipalités regroupées en deux microrégions.

## Données
La région compte 3 354 091 habitants pour 3 760 km2.

## Microrégions[1]
La mésorégion métropolitaine de Fortaleza est subdivisée en deux microrégions :
- Fortaleza
- Pacajus